# Fachhochschule für Bibliotheks- und Dokumentationswesen
Die Fachhochschule für Bibliotheks- und Dokumentationswesen (FHBD) war eine in Köln ansässige Fachhochschule, die 1995 als Fachbereich in die damalige Fachhochschule Köln integriert wurde.

## Geschichte
Vorläufereinrichtung der Fachhochschule war das 1949 gegründete Bibliothekar-Lehrinstitut des Landes Nordrhein-Westfalen. Mit der Novellierung des Fachhochschulgesetzes des Landes Nordrhein-Westfalen vom 21. Juli 1981 erfolgte die Umwandlung bzw. formelle Gründung als Fachhochschule. Die vollständige Konstituierung der Gremien fand im Laufe des Jahres 1982 statt.
Anfang der 1980er Jahre gab es erste Überlegungen über eine Verwaltungskooperation zwischen der FHBD und der FH Köln, allerdings wurden sie aufgrund der „fachlichen und strukturellen Besonderheiten“ der FHBD eingestellt. Auch wurde nicht ausreichend Potenzial für „nennenswerte Einsparungen“ oder „Verwaltungsvereinfachungen“ gesehen.
Zu dieser Zeit (1983) hatte die Hochschule 568 immatrikulierte Studenten sowie 42 Anwärter in der Ausbildung für den höheren Bibliotheksdienst. Anfang der 1990er Jahre lag die Zahl bei ca. 650 Studenten sowie 22 hauptamtlich Lehrenden gemäß Stellenplan. Räumlich untergebracht war die FHBD in der Claudiusstraße 1 in der Kölner Südstadt.
Mit dem „Gesetz zur Eingliederung der Fachhochschule für Bibliotheks- und Dokumentationswesen in Köln als Fachbereich der Fachhochschule Köln (FHBD-G)“ vom 7. März 1995 wurde die FHBD als eigenständige Fachhochschule aufgehoben und mit dem Inkrafttreten des Gesetzes ein Fachbereich der FH Köln. Im Anschluss übernahm der bisherige, am 3. April 1992 ins Amt gekommene Rektor Helmut Jüngling interimsweise die Position als Dekan.

## Abschlüsse
An der Hochschule konnten die Grade als Diplom-Bibliothekar an Öffentlichen Bibliotheken sowie als Diplom-Bibliothekar an wissenschaftlichen Bibliotheken und Dokumentationseinrichtungen erworben werden. Zudem diente sie zur Ausbildung der Beamten des mittleren und des höheren Bibliotheks- und Dokumentationsdienstes im beamtenrechtlichen Vorbereitungsdienst.

## Veröffentlichungen
- Jahresbericht / Fachhochschule für Bibliotheks- und Dokumentationswesen in Köln (1981–1993)
- Kölner Arbeiten zum Bibliotheks- und Dokumentationswesen (1981–2002)

## Bekannte Hochschullehrer (Auswahl)
- Engelbert Plassmann (1935–2021), Professor und von 1986 bis 1990 Rektor
- Walther Umstätter (1941–2019), Professor für Dokumentation, Online Retrieval und Bibliographie (ab 1982)

## Bekannte Absolventen (Auswahl)
- Jens Ahlers (* 1953)
- Jochen Bepler (1951–2015)
- Ute Engelkenmeier (* 1970)
- Sabine Grebe (1959–2009)
- Astrid Klug (* 1968)
- Michael Mönnich (* 1959)
- Regina Peeters (* 1964)
- Wolfgang Rathert (* 1960)